# Journal of Small Animal Practice
Journal of Small Animal Practice – międzynarodowe, recenzowane czasopismo naukowe publikujące w dziedzinie nauk weterynaryjnych.
Pismo wydawane jest przez British Small Animal Veterinary Association i stanowi również oficjalne czasopismo World Small Animal Veterinary Association. Ukazuje się raz w miesiącu. Tematyką obejmuje medycynę i chirurgię psów, kotów i innych małych zwierząt, koncentrując się na aspekcie praktyki klinicznej. Publikowane są obok oryginalnych prac badawczych także przeglądy i inne informacje naukowe z całego świata.
W 2015 impact factor pisma wynosił 1,089. W 2014 zajęło 13 miejsce w rankingu ISI Journal Citation Reports w dziedzinie mleczarstwa i nauk o zwierzętach, 24 w dziedzinie biologii rozrodu oraz 30 w dziedzinie wetwrynarii.